# Опасные связи (мюзикл)
«Опасные связи» (мюзикл) — оригинальный российский мюзикл по мотивам одноимённого эпистолярного романа французского генерала, изобретателя и писателя Пьера Шодерло де Лакло. Глеб Матвейчук (композитор), Карен Кавалерян (тексты песен), Валерий Яременко (либретто).
Премьера состоялась 19 июня 2021 года в ФЦ Москва.
Мюзикл является обновленной версией музыкально-драматического спектакля «Территория страсти» 2014 года, продюсером и режиссёром которого был Александр Балуев, также исполнявший роль Виконта де Вальмона.

## Сюжет
Мюзикл создан по мотивам романа Шодерло де Лакло «Опасные связи». Действие происходит в Париже восемнадцатого века. В центре истории Виконт де Вальмон и Маркиза де Мертей — скучающие люди, которым нравится играть жизнями окружающих. Бывший любовник маркизы, Месье де Жеркур, собирается жениться на её крестнице, Сесиль де Воланж, которую мать (мадам де Воланж) совсем недавно забрала из монастыря. Маркиза хочет отомстить Жеркуру и поэтому просит Виконта соблазнить юную Воланж, чтобы выставить графа посмешищем в обществе. Виконт же увлечён мадам де Турвель, верной и богобоязненной замужней дамой. Мадам Воланж много рассказывает мадам де Турвель о Вальмоне, так как сама когда-то по неосторожности попала в его сети. Слуга Азолан рассказывает Виконту, что мать Сесиль настраивает Мадам де Турвель против Вальмона, и тогда Виконт решается помочь маркизе, чтобы отомстить Мадам де Воланж.
Сесиль влюбляется в юного арфиста, шевалье Дансени, и Маркиза советует Мадам Воланж взять шевалье в учителя музыки для Сесиль. Между молодыми людьми вспыхивает большое и светлое чувство.
Тем временем Виконт влюбляется в мадам де Турвель и понимает, что его сердце ещё способно на серьёзные переживания.

## Персонажи[12]
| Виконт де Вальмон | циничный и безжалостный обольститель, внезапно для себя со страхом обнаруживающий в своей душе давно забытую способность любить |
| Маркиза де Мертей | расчетливая и холодная гранд-дама, управляющая, как думает она, чувствами и судьбами людей                                      |
| Мадам де Турвель  | добродетельная жена, попавшая в коварные сети собственных скрытых желаний                                                       |
| Шевалье Дансени   | юный учитель музыки с прекрасным голосом, приглашённый преподаватель в семью Воланж                                             |
| Сесиль де Воланж  | крестница Маркизы де Мертей, дочь Мадам Воланж, наивная юная девушка, которую забрали из монастыря ради свадьбы с графом        |
| Мадам де Воланж   | мать Сесиль де Воланж, эксцентричная сплетница Парижа                                                                           |
| Азолан            | слуга Виконта де Вальмона, не уступает своему хозяину в искусстве обольщения                                                    |

## Музыкальные номера

### 1 акт
- «Опасная игра» — хор
- «Реванш» — Маркиза де Мертей
- «Caro mio ben» — Шевалье Дансени
- «Запретная любовь» — Мадам де Турвель
- «Это делают все» — Азолан
- «Седьмое небо» — Шевалье Дансени и Сесиль де Воланж
- «Золотые деньки» — Мадам де Воланж
- «Испытание» — Виконт де Вальмон
- «Когда ты рядом» — Шевалье Дансени

### 2 акт
- «Ставки высоки» — хор
- «В танце безумном» — вальс Мадам де Турвель и Виконта де Вальмона
- «Спи, мой ангел» — Виконт де Вальмон
- «Что с ума людей всех сводит?» — Маркиза де Мертей
- «Свадебный переполох» — Мадам де Воланж
- «Я хотела летать с тобой» — Сесиль де Воланж
- «Казанова» — Азолан
- «Сладкий яд» — Мадам де Турвель
- «Ни слова о любви» — Мадам де Турвель, Маркиза де Мертей, Сесиль де Воланж
- «Дуэль» — Азолан
- «Лети, душа» — хор
- «Адажио» — Виконт де Вальмон

## Версии

### Музыкальный спектакль «Территория страсти» (2014)[2]

#### Постановочная группа[13]
- Продюсер: Александр Балуев[14]
- Исполнительный продюсер: Ольга Матвейчук[15]
- Режиссёр: Александр Балуев
- Либретто: Валерий Ярёменко[4]
- Автор текстов песен: Карен Кавалерян[4]
- Композитор: Глеб Матвейчук
- Хореограф: Полина Пшиндина
- Музыкальный руководитель: Глеб Матвейчук[16]
- Художник по костюмам: Вита Севрюкова[17]
- Художник по свету: Иван Виноградов
- Художник по гриму: Ольга Матвейчук[18]

#### Роли и исполнители (2014—2019)[19]
| Роль              | Артисты                                                   |
| ----------------- | --------------------------------------------------------- |
| Виконт де Вальмон | Александр Балуев                                          |
| Маркиза де Мертей | Анастасия Макеева, Лидия Вележева, Виктория Жукова        |
| Мадам де Турвель  | Евгения Рябцева, Мария Порошина, Анастасия Макеева        |
| Шевалье Дансени   | Глеб Матвейчук, Денис Демкив, Александр Казьмин           |
| Сесиль де Воланж  | Мария Иващенко, Антонина Берёзка, Светлана Бельская       |
| Мадам де Воланж   | Татьяна Рудина, Эльвина Мухутдинова                       |
| Азолан            | Валерий Яременко, Олег Масленников-Войтов, Алексей Бобров |

Изначально спектакль создавался для театра Моссовета, но из-за творческого конфликта его не удалось поставить на сцене этого театра.
Премьера состоялась 10 июня 2014 года в Театре Эстрады.

##### Премьерный состав[19]
- Маркиза де Мертей: Анастасия Макеева[19]
- Виконт де Вальмон: Александр Балуев
- Мадам де Турвель: Евгения Рябцева
- Сесиль де Воланж: Мария Иващенко
- Шевалье Дансени: Глеб Матвейчук
- Мадам де Воланж: Эльвина Мухутдинова
- Азолан, слуга Вальмона: Валерий Ярёменко

#### Награды и номинации
В 2016 году музыкально-драматический спектакль «Территория страсти» принял участие в фестивале Амурская осень на дальнем востоке. Режиссёру спектакля, Александру Балуеву, жюри фестиваля присудило Золотого журавля в номинации «Лучший режиссёрский дебют».
| год  | фестиваль      | категория                 | номинант         | результат |
| ---- | -------------- | ------------------------- | ---------------- | --------- |
| 2016 | Амурская осень | Лучший режиссёрский дебют | Александр Балуев | Победа    |

### Мюзикл «Опасные связи» (2021)
Музыкальный спектакль «Территория страсти» существовал до 2019 года. Во время локдауна из-за пандемии спектакль был существенно переработан, также был организован всероссийский кастинг, заключительный этап которого прошёл 2 апреля 2021 года в Москве в ФЦ Москва. Музыкальный материал по большей мере остался таким же, как и в музыкально-драматическом спектакле спектакле (поменялась ария Дансени, добавилась ария Вальмона), полностью обновился актёрский состав и декорации, присутствуют небольшие изменения в сюжете.

#### Постановочная группа
- Продюсер: Глеб Матвейчук
- Режиссёр: Глеб Матвейчук
- Либретто: Валерий Ярёменко
- Автор текстов песен: Карен Кавалерян
- Композитор: Глеб Матвейчук
- Хореограф: Полина Пшиндина, Виктория Гончарова
- Сценограф: Андрей Шутов
- Музыкальный руководитель: Михаил Елисеев
- Художники по костюмам: Вита Севрюкова
- Художник по свету: Иван Виноградов
- Художник по гриму: Ольга Матвейчук
- Звукорежиссёр: Сергей Давыденко[35]

#### Роли и исполнители (2021—2024)[36]
| Роль              | Артисты                                                                   |
| ----------------- | ------------------------------------------------------------------------- |
| Маркиза де Мертей | Галина Безрук, Анастасия Вишневская, Агата Вавилова, Олеся Левина         |
| Виконт де Вальмон | Александр Суханов, Андрей Школдыченко, Кирилл Гордеев                     |
| Мадам де Турвель  | Маруся Бережная, Юлия Довганишина, Екатерина Салес, Вера Свешникова       |
| Шевалье Дансени   | Евгений Кириллов, Александр Лазин, Александр Казьмин, Александр Шарабарин |
| Сесиль де Воланж  | Маргарита Белова, Наталья Куликова, Вероника Устимова                     |
| Мадам де Воланж   | Агата Вавилова, Юлия Чуракова, Мария Плужникова                           |
| Азолан            | Михаил Сидоренко, Антон Дёров, Эмиль Салес                                |

Премьера новой версии состоялась 19 июня 2021 года в ФЦ Москва.

##### Премьерный состав
- Маркиза де Мертей: Галина Безрук
- Виконт де Вальмон: Александр Суханов
- Мадам де Турвель: Маруся Бережная
- Шевалье Дансени: Евгений Кириллов
- Сесиль де Воланж: Маргарита Белова
- Мадам де Воланж: Агата Вавилова
- Азолан: Антон Дёров[1]